# 亞歷山大 (拜占庭)
亞歷山大（希臘語：Αλέξανδρος，Alexandros；870年—913年6月6日），又称亚历山大二世，東羅馬帝國皇帝（879年～913年在位）。

## 生平
亞歷山大是巴西爾一世和第二任妻子歐朵嘉·因傑李娜(Eudokia Ingerina)的三子。為了確保皇位在自己的家族中傳承，巴西爾一世先後在869年和870年將長子君士坦丁和次子利奧立為共治皇帝。879年君士坦丁去世後，巴西爾一世又把亞歷山大立為共治皇帝。886年，父親去世後，仍與兄長利奧六世共治，但是亞歷山大隨遇而安，喜歡自得其樂，不願意參與國事。912年，兄長利奧六世逝世，亞歷山大與利奧六世的兒子君士坦丁七世共治，但是他排斥其兄長的政策，重任尼古拉斯為大教長，安插自己的寵臣，委以重任。由於他做事不負責任，他隨意撤銷了拜占庭帝國在896年和約中承諾支付給保加爾人的年貢，給予沙皇西美昂一世重開戰端的藉口，但是他沒有看見他帶來的大災難，便於913年6月6日去世。